# София Доротея Ганноверская
Софи́я Дороте́я Ганно́верская (нем. Sophie Dorothea von Hannover; 16 (26) марта 1687 года, Ганновер — 28 июня 1757 года, дворец Монбижу близ Берлина) — королева-консорт Пруссии, дочь короля Великобритании Георга I, супруга короля Пруссии Фридриха Вильгельма I и мать прусского короля Фридриха II.

## Происхождение
София Доротея родилась 16 марта 1687 года в семье курпринца Ганновера Георга Людвига, унаследовавшего в 1714 году от своей троюродной тётки корону Великобритании, и Софии Доротеи Брауншвейг-Целльской; была единственной дочерью, вторым и последним ребёнком в семье.
Будучи внучкой курфюрста Ганновера, с рождения София Доротея получила право именоваться Её Светлейшее Высочество принцесса София Доротея Ганноверская. Согласно Акту о престолонаследии 1701 года, на момент принятия акта, она занимала четвёртое место в порядке наследования британского престола после своей бабки, отца и брата.
Вскоре после рождения девочки её родители разошлись, но развода не последовало. В 1694 году София Доротея Брауншвейг-Целльская была обвинена в супружеской измене, брак был расторгнут и матери было запрещено видеться с детьми. По всей вероятности ни София Доротея, ни Георг Август больше никогда не видели мать. Отношения с единственным братом у Софии Доротеи не складывались и в итоге Георг Август возненавидел сестру.

## Кронпринцесса Пруссии
27 ноября 1706 года София Доротея совершила торжественный въезд в Берлин, а уже 28 ноября вышла замуж за своего кузена, кронпринца Фридриха Вильгельма Прусского, с которым была знакома с детства: будущий супруг Софии Доротеи некоторое время проживал при дворе их общей бабушки Софии Ганноверской, которая считала правильным воспитывать его вместе с детьми своего старшего сына. С первых дней знакомства София Доротея и Фридрих Вильгельм невзлюбили друг друга. Недолюбливал кузена и Георг Август, и именно он, ставший впоследствии королём Великобритании Георгом II, женился на Каролине Бранденбург-Ансбахской, которую любил Фридрих Вильгельм. София Доротея отличалась от супруга во всех отношениях, что впоследствии отрицательно сказалось на их браке. Фридрих Вильгельм планировал развестись с женой ещё в год заключения брака и, судя по письмам Софии Доротеи родным, обвинял её в нежелании быть замужем за ним.

## Королева Пруссии
София Доротея стала королевой Пруссии в 1713 году, когда Фридрих Вильгельм взошёл на прусский трон. За год до этого София Фредерика переехала в свою летнюю резиденцию — дворец Монбижу. После коронации суровый нрав Фридриха Вильгельма, вероятно, страдавшего порфирией и много пившего, чтобы заглушить боль, проявился окончательно: он стал терроризировать и даже бить жену и детей. Кроме того, король обвинил супругу в том, что она настраивает детей против него, и запретил Софии Доротее видеться с ними в его отсутствие. Запрет был встречен детьми негативно и они стали посещать мать втайне; во время одного из таких визитов Фридриху и Вильгельмине пришлось прятаться за мебелью, когда в комнату внезапно вошёл отец. Наиболее тёплые отношения у Софии Доротеи сложились с Фридрихом, который был сильно привязан к матери и позже тяжело переживал её смерть. Она много времени проводила в библиотеке, где беседовала с сыном, а также знала о его плане побега из-под ареста отца в 1728 году. После того, как Фридрих был удалён от двора и заключён в Кюстрине, София Доротея вела с ним постоянную переписку.
София Доротея, стремясь укрепить связь с Великобританией, спланировала двойной брак своих детей с детьми своего брата, британского короля Георга II: Фридрих должен был жениться на принцессе Амелии, а Вильгельмина должна была стать женой наследника Георга II, Фредерика Луиса. Однако против первого брака выступил муж Софии Доротеи, впоследствии женивший сына на Елизавете Кристине Брауншвейгской. Против второго брака оказались оба короля — и прусский, и британский, хотя Фредерик Луис настаивал на браке. Окончательный провал этих матримониальных планов произошёл, когда Фридрих Вильгельм потребовал от Георга II сделать принца регентом Ганновера.

## Последние годы и смерть
София Доротея овдовела 31 мая 1740 года. Её любимый сын стал королём Пруссии; сама вдовствующая королева окончательно перебралась в Монбижу, где предавалась любимым занятиям: азартным играм, театру и философским размышлениям. София Доротея скончалась здесь же 28 июня 1757 года. Король Фридрих, незадолго до этого поверженный в Колинском сражении, писал своей сестре Анне Амалии: «Дорогая сестра, все несчастья обрушились на меня разом. Наверное, небеса забрали нашу драгоценную матушку, чтобы она не видела бедствий нашего дома…».

## Личность
София Доротея увлекалась искусством, наукой, литературой и модой. По описанию современников, в том числе и дочери Вильгельмины Прусской, София Доротея никогда не была красавицей. Усыпанная оспинками, она обладала хорошей фигурой, несмотря на многочисленные беременности. Она рассматривалась как гордая и амбициозная, но её муж отказался дать ей какую-либо власть, поскольку считал, что женщины нужны лишь для продолжения рода, иначе они начнут доминировать над мужчинами. По словам Вильгельмины «король-солдат» был несправедлив к Софии Доротее. Фридрих Вильгельм не разделял интересов жены, считая её любовь к театру и азартным играм легкомысленной; он также не одобрял то, что София Доротея вела фактически независимую от него жизнь. Манера общения с женой у короля была неизменно грубой. В противоположность мужу София Доротея всегда была добра к нему, что было весьма неожиданно. В 1726 году королева унаследовала после смерти матери большую сумму денег и король внезапно переменился к жене. Перемена была воспринята с подозрением: многие придворные посчитали, что король хотел заполучить деньги жены. Когда деньги Софии Доротеи забрал её брат, король Георг II, Фридрих Вильгельм вернулся к прежним отношениям с женой, что только подтвердило его желание заполучить её наследство.

## Потомки
Всего у Софии Доротеи родилось 14 детей:
- Фридрих Людвиг (1707—1708);
- Фредерика София Вильгельмина (1709—1758) — была замужем за маркграфом Бранденбург-Байрейта Фридрихом III, от которого родила одного ребёнка — дочь Елизавету Фридерику Софию;
- Фридрих Вильгельм (1710—1711);
- Фридрих (1712—1786) — король Пруссии; был женат на Елизавете Кристине Брауншвейгской, дочери князя Брауншвейг-Вольфенбюттель-Бевернского Фердинанда Альбрехта II и Антуанетты Амалии Брауншвейг-Вольфенбюттельской; детей не имел;
- Шарлотта Альбертина (1713—1714);
- Фридерика Луиза (1714—1784) — была замужем за маркграфом Бранденбург-Ансбаха Карлом Вильгельмом Фридрихом, от которого родила двоих сыновей — Карла Фридриха Августа и Карла Александра;
- Филиппина Шарлотта (1716—1801) — была замужем за герцогом Брауншвейг-Вольфенбюттеля Карлом I, от которого родила тринадцать детей;
- Людвиг Карл Вильгельм (1717—1719);
- София Доротея Мария (1719—1765) — была замужем за маркграфом Бранденбург-Шведтским Фридрихом Вильгельмом, от которого родила пятерых детей, среди которых мать русской императрицы Марии Фёдоровны;
- Луиза Ульрика (1720—1782) — была замужем за королём Швеции Адольфом Фредриком, от которого родила четверых детей, двое из которых стали королями Швеции;
- Август Вильгельм (1722—1758) — был женат дважды: в первый раз на Луизе Амалии Брауншвейг-Вольфенбюттельской, дочери князя Брауншвейг-Вольфенбюттель-Бевернского Фердинанда Альбрехта II и Антуанетты Амалии Брауншвейг-Вольфенбюттельской, от которой имел четверых детей, среди которых прусский король Фридрих Вильгельм II; расстался с женой и вступил в морганатический брак с графиней Софией фон Панвиц, брак был бездетным;
- Анна Амалия (1723—1787) — замужем не была, детей не имела;
- Фридрих Генрих Людвиг (1726—1802) — был женат на Вильгельмине Гессен-Кассельской, дочери Максимилиана Гессен-Кассельского и Фридерики Шарлотты Гессен-Дармштадтской; детей не имел;
- Август Фердинанд (1730—1813) — был женат на своей племяннице Анне Елизавете Луизе Бранденбург-Шведтской, дочери Фридриха Вильгельма Бранденбург-Шведтского и Софии Доротеи Марии Прусской, которая родила ему семерых детей.